# Lijst van rijksmonumenten aan het Rokin
Een overzicht van de 54 rijksmonumenten aan het Rokin in Amsterdam.
| Object | Oorspronkelijke functie?  | Bouwjaar                                               | Architect                       | Locatie     | Coördinaten?                  | Nr.?   | Afbeelding                   |
| --- | ------------------------- | ------------------------------------------------------ | ------------------------------- | ----------- | ----------------------------- | ------ | ---------------------------- |
| Pand met trapgevel, versierd met kleine blokjes                                                                | Gebouw                    | eerste kwart 17e eeuw                                  |                                 | Rokin 18    | 52° 22' 19" NB, 4° 53' 33" OL | 5001   | Meer afbeeldingen            |
| Hoekhuis met hoge gevel onder rechte lijst                                                                     | Gebouw                    | eerste helft 19e eeuw                                  |                                 | Rokin 20    | 52° 22' 19" NB, 4° 53' 33" OL | 5002   | Meer afbeeldingen            |
| Hoekhuis met gepleisterde gevels, het voorste deel onder omlopende rechte lijst en punttopje                   | Gebouw                    | 17e eeuw of ouder                                      |                                 | Rokin 22    | 52° 22' 18" NB, 4° 53' 33" OL | 5003   | Meer afbeeldingen            |
| Hoekhuis met voorgevel onder rechte lijst                                                                      | Gebouw                    | eerste kwart 19e eeuw                                  |                                 | Rokin 34    | 52° 22' 17" NB, 4° 53' 33" OL | 5004   | Meer afbeeldingen            |
| Pand met gevel onder gesneden rechte lijst                                                                     | Handel en kantoor         | ca. 1800                                               |                                 | Rokin 46    | 52° 22' 16" NB, 4° 53' 33" OL | 5005   | Meer afbeeldingen            |
| Pand met pilasters-halsgevel                                                                                   | Gebouw                    | midden 17e eeuw                                        |                                 | Rokin 54/1  | 52° 22' 15" NB, 4° 53' 33" OL | 5006   | Pand met pilasters-halsgevel |
| Huis met halsgevel                                                                                             | Gebouw                    | 17e eeuw                                               |                                 | Rokin 54    | 52° 22' 15" NB, 4° 53' 32" OL | 5007   | Meer afbeeldingen            |
| Kantoorgebouw met opslagruimte op de begane grond                                                              | Handel en kantoor         | 1898                                                   |                                 | Rokin 58    | 52° 22' 15" NB, 4° 53' 32" OL | 518454 | Meer afbeeldingen            |
| Huis met of xviia, waarvoor een vierraamsgevel onder lijst met rijk gebeeldhouwde verhoging waarin een indiaan | Woonhuis                  | 16e of eerste kwart 17e eeuw                           |                                 | Rokin 64    | 52° 22' 14" NB, 4° 53' 32" OL | 5008   | Meer afbeeldingen            |
| Winkel met werkplaats en kantoorruimte en bovengelegen conciërgewoning                                         | Winkel                    | 1917-1918                                              | P van Dijk                      | Rokin 72    | 52° 22' 14" NB, 4° 53' 32" OL | 518449 | Meer afbeeldingen            |
| Nieuwezijds Kapel (1912) en winkels                                                                            | Kerk en kerkonderdeel     | 1908-1912                                              | Christiaan Posthumus Meyjes sr. | Rokin 78-80 | 52° 22' 13" NB, 4° 53' 31" OL | 518455 | Meer afbeeldingen            |
| Voormalig Café-Restaurant Riche                                                                                | Gebouw                    | 1883                                                   | A.L. van Gendt                  | Rokin 84    | 52° 22' 12" NB, 4° 53' 31" OL | 5009   | Meer afbeeldingen            |
| De Rijnstroom / Hajenius                                                                                       | Winkel                    | 1914-1915                                              |                                 | Rokin 92    | 52° 22' 11" NB, 4° 53' 30" OL | 518452 | Meer afbeeldingen            |
| Pand met halsgevel met latere afdekking                                                                        | Gebouw                    | eerste kwart 18e eeuw                                  |                                 | Rokin 98    | 52° 22' 10" NB, 4° 53' 31" OL | 5010   | Meer afbeeldingen            |
| Leesmuseum | Vergadering en vereniging | 1902-1903                                              |                                 | Rokin 102   | 52° 22' 10" NB, 4° 53' 30" OL | 518450 | Meer afbeeldingen            |
| Hoekhuis onder schilddak en omlopende rechte lijst                                                             | Gebouw                    | eerste helft 19e eeuw                                  |                                 | Rokin 106   | 52° 22' 9" NB, 4° 53' 30" OL  | 5011   | Meer afbeeldingen            |
| Rechterhelft van een dwarshuis met gevel onder rechte lijst                                                    | Gebouw                    | 17e/18e eeuw                                           |                                 | Rokin 108   | 52° 22' 9" NB, 4° 53' 30" OL  | 5012   | Meer afbeeldingen            |
| Linker helft van een dwarshuis met buitenmuren                                                                 | Gebouw                    | 17e/18e eeuw                                           |                                 | Rokin 110   | 52° 22' 9" NB, 4° 53' 30" OL  | 5013   | Meer afbeeldingen            |
| Twee huizen achter gepleisterde gevel onder rechte lijst                                                       | Gebouw                    | 18e/19e eeuw                                           |                                 | Rokin 104H  | 52° 22' 9" NB, 4° 53' 30" OL  | 5705   | Meer afbeeldingen            |
| Huis met gevel onder rechte lijst                                                                              | Gebouw                    | 19e eeuw en ouder                                      |                                 | Rokin 55    | 52° 22' 18" NB, 4° 53' 36" OL | 4984   | Upload foto                  |
| Pand met gevel onder rechte lijst waarop een rondbogige dakkapel                                               | Gebouw                    | 19e eeuw en ouder                                      |                                 | Rokin 57    | 52° 22' 18" NB, 4° 53' 36" OL | 4985   | Upload foto                  |
| Pand met verschillende bedrijven                                                                               | Handel en kantoor         | 1901                                                   | G. van Arkel                    | Rokin 69    | 52° 22' 15" NB, 4° 53' 36" OL | 518463 | Meer afbeeldingen            |
| Pand met halsgevel                                                                                             | Gebouw                    | ca. 1700/eerste kwart 18e eeuw                         |                                 | Rokin 71    | 52° 22' 14" NB, 4° 53' 35" OL | 4986   | Meer afbeeldingen            |
| De Blaeuwe Arent,                                                                                              | Gebouw                    | laatste kwart 18e eeuw                                 |                                 | Rokin 73    | 52° 22' 14" NB, 4° 53' 35" OL | 4987   | Meer afbeeldingen            |
| Pand met halsgevel met twee oeils-de-boeuf                                                                     | Gebouw                    | ca. 1700/eerste kwart 18e eeuw                         |                                 | Rokin 81    | 52° 22' 13" NB, 4° 53' 35" OL | 4988   | Meer afbeeldingen            |
| Pand met gevel onder rechte lijst                                                                              | Gebouw                    | 18e/19e eeuw                                           |                                 | Rokin 83    | 52° 22' 13" NB, 4° 53' 35" OL | 4989   | Meer afbeeldingen            |
| Huis waarvan de gevel                                                                                          | Gebouw                    | 18e/19e eeuw                                           |                                 | Rokin 87    | 52° 22' 13" NB, 4° 53' 35" OL | 4990   | Meer afbeeldingen            |
| Huis | Gebouw                    | 1748                                                   |                                 | Rokin 89    | 52° 22' 13" NB, 4° 53' 35" OL | 4992   | Meer afbeeldingen            |
| Pand met zandstenen halsgevel met arenden als vleugelstukken                                                   | Gebouw                    | 1664                                                   |                                 | Rokin 91    | 52° 22' 13" NB, 4° 53' 35" OL | 4993   | Meer afbeeldingen            |
| Huis met pilastergevel onder klossenlijst                                                                      | Gebouw                    | 1646                                                   |                                 | Rokin 95    | 52° 22' 12" NB, 4° 53' 34" OL | 4994   | Meer afbeeldingen            |
| Huis met halsgevel                                                                                             | Gebouw                    | 17e eeuw of oudre (huis) eerste kwart 18e eeuw (gevel) |                                 | Rokin 105   | 52° 22' 11" NB, 4° 53' 34" OL | 4995   | Meer afbeeldingen            |
| Pand met gevel onder rechte lijst                                                                              | Gebouw                    | 18e/19e eeuw                                           |                                 | Rokin 107   | 52° 22' 11" NB, 4° 53' 34" OL | 4996   | Meer afbeeldingen            |
| 'Internationale Tabakshandelmaatschappij'                                                                      | Handel en kantoor         | 1920-1923                                              | jacob London                    | Rokin 111   | 52° 22' 10" NB, 4° 53' 35" OL | 518461 | Meer afbeeldingen            |
| Pand met halsgevel                                                                                             | Gebouw                    | eerste helft 18e eeuw                                  |                                 | Rokin 113   | 52° 22' 10" NB, 4° 53' 34" OL | 4997   | Meer afbeeldingen            |
| Pand met gevel onder rechte lijst met consoles                                                                 | Gebouw                    | laatste kwart 18e eeuw                                 |                                 | Rokin 117   | 52° 22' 10" NB, 4° 53' 34" OL | 4998   | Meer afbeeldingen            |
| Huis met gevel onder rechte lijst met consoles                                                                 | Gebouw                    | 17e/18e eeuw                                           |                                 | Rokin 119   | 52° 22' 10" NB, 4° 53' 34" OL | 4999   | Meer afbeeldingen            |
| Hoekhuis onder schilddak, met omlopende lijst waarin consoles                                                  | Gebouw                    | laatste kwart 18e eeuw                                 |                                 | Rokin 121   | 52° 22' 10" NB, 4° 53' 34" OL | 5000   | Meer afbeeldingen            |
| Arti et Amicitiae, verenigingsgebouw                                                                           | Vergadering en vereniging | 1855 (verb.)                                           |                                 | Rokin 112   | 52° 22' 8" NB, 4° 53' 30" OL  | 5014   | Meer afbeeldingen            |
| Pand met gepleisterde gevel onder rechte lijst, met deur- en vensteromlijstingen                               | Gebouw                    | eerste helft 19e eeuw                                  |                                 | Rokin 114   | 52° 22' 7" NB, 4° 53' 31" OL  | 5015   | Meer afbeeldingen            |
| Pand met gevel onder rechte lijst met consoles                                                                 | Gebouw                    | tweede kwart 18e eeuw                                  |                                 | Rokin 116   | 52° 22' 7" NB, 4° 53' 31" OL  | 5016   | Meer afbeeldingen            |
| Pand met gevel onder rechte lijst met consoles                                                                 | Gebouw                    | laatste kwart 18e eeuw                                 |                                 | Rokin 118   | 52° 22' 7" NB, 4° 53' 31" OL  | 5017   | Meer afbeeldingen            |
| Pand met hoge gevel onder rechte lijst                                                                         | Gebouw                    | eerste kwart 19e eeuw                                  |                                 | Rokin 122   | 52° 22' 7" NB, 4° 53' 31" OL  | 5018   | Meer afbeeldingen            |
| Pand met gevel onder rechte lijst met dakkapel                                                                 | Gebouw                    | De Wildeman                                            |                                 | Rokin 124   | 52° 22' 7" NB, 4° 53' 31" OL  | 5019   | Meer afbeeldingen            |
| Pand met vierraamsgevel onder rechte lijst                                                                     | Gebouw                    | laatste helft 19e eeuw                                 |                                 | Rokin 126A  | 52° 22' 6" NB, 4° 53' 31" OL  | 5020   | Meer afbeeldingen            |
| Pand met gevel onder traditionele gesneden rechte lijst met consoles                                           | Handel en kantoor         | 18e eeuw (kern) derde kwart 19e eeuw (lijst)           |                                 | Rokin 128   | 52° 22' 6" NB, 4° 53' 31" OL  | 5021   | Meer afbeeldingen            |
| Pand met gevel onder klokvormige top                                                                           | Gebouw                    | 17e/18e eeuw                                           |                                 | Rokin 130   | 52° 22' 6" NB, 4° 53' 32" OL  | 5022   | Meer afbeeldingen            |
| Pand met gevel onder rechte lijst                                                                              | Gebouw                    | eerste helft 19e eeuw                                  |                                 | Rokin 134   | 52° 22' 6" NB, 4° 53' 32" OL  | 5023   | Meer afbeeldingen            |
| Winkelpand van Maison de Bonneterie                                                                            | Gebouw                    | ca. 1905                                               |                                 | Rokin 140   | 52° 22' 5" NB, 4° 53' 32" OL  | 5024   | Meer afbeeldingen            |
| Pand met gepleisterde gevel onder rechte lijst met dakkapel                                                    | Gebouw                    | eerste helft 19e eeuw                                  |                                 | Rokin 152   | 52° 22' 5" NB, 4° 53' 33" OL  | 5025   | Meer afbeeldingen            |
| Huis met halsgevel                                                                                             | Appartementengebouw       | 1732/1735                                              |                                 | Rokin 154   | 52° 22' 5" NB, 4° 53' 33" OL  | 5026   | Meer afbeeldingen            |
| Huis met halsgevel                                                                                             | Appartementengebouw       | 1732/1735                                              |                                 | Rokin 156   | 52° 22' 5" NB, 4° 53' 33" OL  | 5027   | Meer afbeeldingen            |
| Pakhuis met puntgevel                                                                                          | Gebouw                    | 18e eeuw                                               |                                 | Rokin 164   | 52° 22' 4" NB, 4° 53' 34" OL  | 5028   | Meer afbeeldingen            |
| Pakhuis met puntgevel                                                                                          | Gebouw                    | 18e eeuw                                               |                                 | Rokin 164   | 52° 22' 4" NB, 4° 53' 34" OL  | 5029   | Meer afbeeldingen            |
| Pand met gevel onder gesneden rechte lijst met consoles                                                        | Gebouw                    | laatste kwart 18e eeuw                                 |                                 | Rokin 164   | 52° 22' 4" NB, 4° 53' 34" OL  | 5030   | Meer afbeeldingen            |